# Horizon (Plattform)

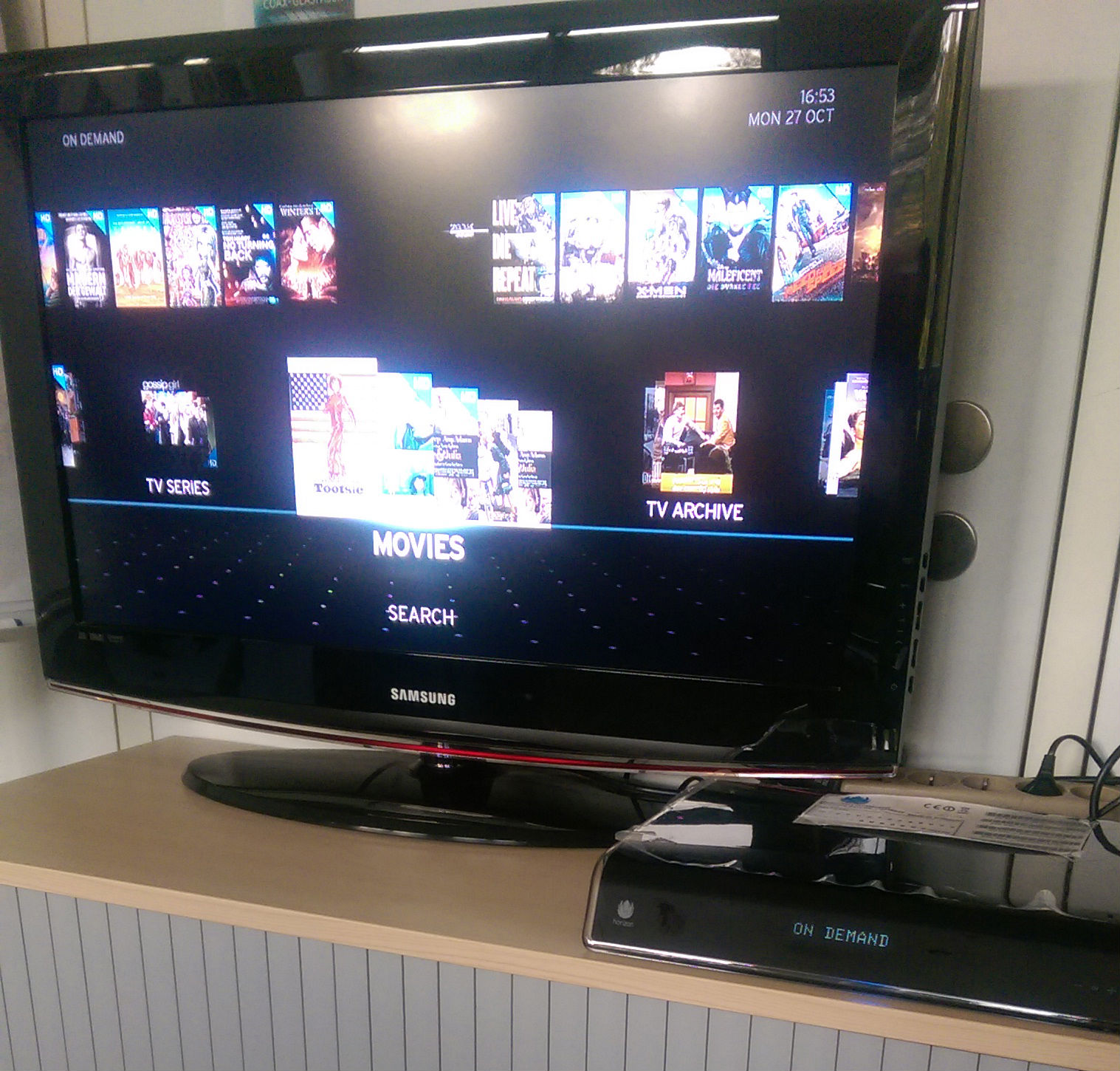
Horizon HD Recorder

Horizon ist eine TV-Plattform mehrerer europäischer Kabelnetzbetreiber von Liberty Global. Sie wurde im September 2012 zunächst in den Niederlanden und anschließend auch in der Schweiz, Irland, Deutschland sowie in Polen eingeführt. In Deutschland wird Horizon von Unitymedia angeboten, in der Schweiz von UPC Schweiz. Kern des Angebots ist die Verbindung von Fernsehen, Internet und Telefon in einem Anschluss (Triple Play), was über spezielle Hardware erreicht wird. Bis August 2014 erreichte Horizon in Deutschland insgesamt 135.000 Abonnenten, und in der Schweiz etwa 85.000 Kunden der Plattform. Im Jahr 2016 startete Horizon auch in Österreich und steht damit in allen drei deutschsprachigen Ländern, in denen Liberty Global tätig ist, zur Verfügung. Mit der Übernahme von Unitymedia durch die Vodafone Group wird in Deutschland die Horizon-Plattform nicht weiterentwickelt und langfristig durch die GigaTV-Plattform ersetzt werden.

## Geschichte
Liberty Global stellte Horizon erstmals im September 2012 auf der International Broadcasting Convention (IBC) in Amsterdam vor. Im Zuge dessen wurde vermutet, das Unternehmen könnte auch die TV-Plattform TiVo der Tochtergesellschaft Virgin Media durch Horizon ersetzen. Jedoch werden beide Plattformen bis heute parallel weitergeführt. Beobachter stuften die Einführung von Horizon als wichtigen Schritt ein, mit dem sich die Kabelnetzbetreiber vom „reinen Transporteur von Rundfunkprogrammen zum Telekommunikationsanbieter“ wandeln würden. Horizon sei „sehr innovativ“, die entdeckten Schwachpunkte könnten beseitigt werden.
Nach Vorstellung der Plattform wurde Horizon zunächst in den Niederlanden gestartet, wo man innerhalb von zwei Monaten mehrere zehntausend Kunden erreichte. Als weiteres Land sollte die Schweiz noch im Jahr 2012 folgen, der Start verschob sich aber auf Januar 2013. Im August war Irland an der Reihe, parallel wurden Informationen über den Start in Deutschland bekannt. Horizon war zuerst bei Unitymedia in den Bundesländern Hessen und Nordrhein-Westfalen erhältlich. Bei der Schwestergesellschaft Kabel BW in Baden-Württemberg war zuerst Horizon Go verfügbar, die restlichen Teile der Plattform wurden in der zweiten Jahreshälfte 2014 einführt. Der Start erfolgte schließlich am 3. November 2014. Als fünftes und vorläufig letztes Land folgte Polen, wo zum Beispiel 190 Sender zur Auswahl stehen. Auch Horizon Go steht dort zur Verfügung.

## Technik

### Set-Top-Box

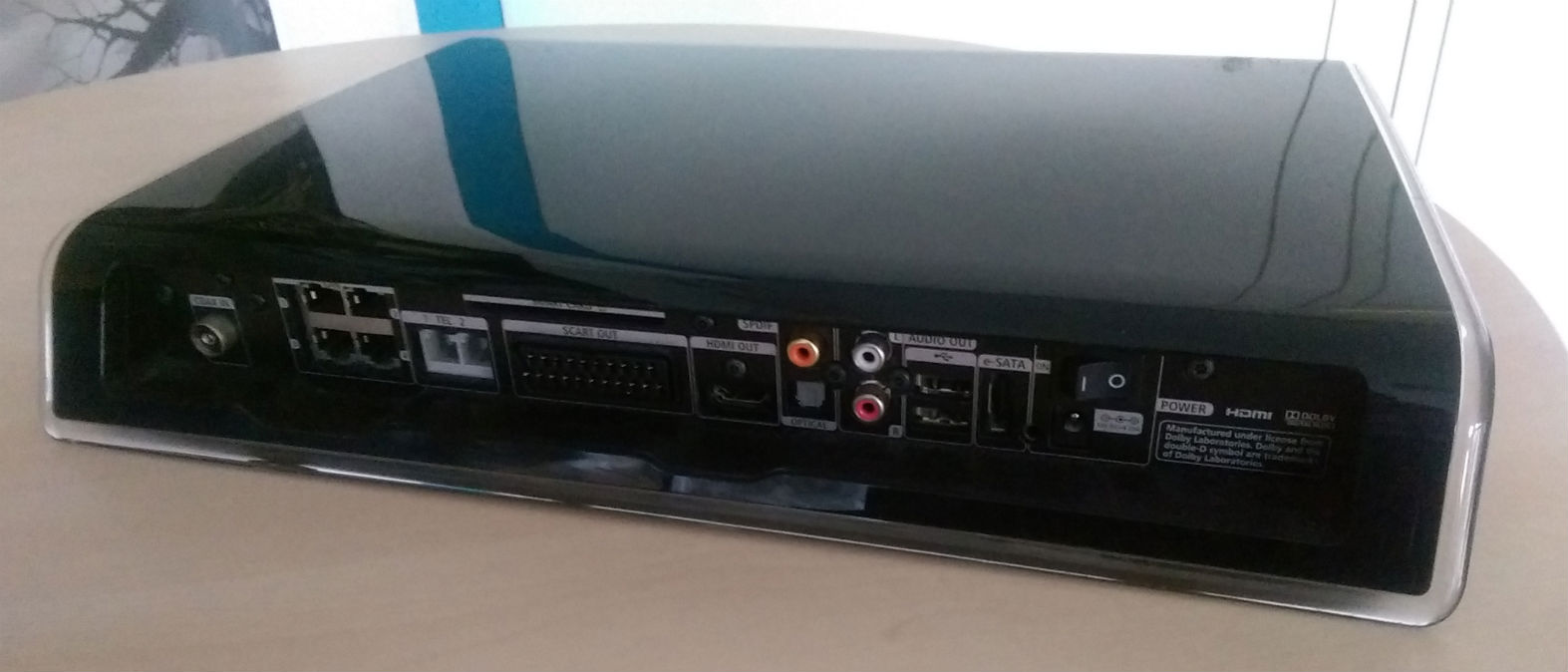
Anschlüsse des Horizon HD Recorders (SMT G7400)

Für Horizon kommt eine spezielle Set-Top-Box zum Einsatz, die in Deutschland und Österreich als Horizon HD Receiver beziehungsweise Horizon HD Recorder bezeichnet wird. Bei letzterer handelt es sich um die Variante eines Festplattenrekorders, auf dem TV-Inhalte aufgezeichnet und später angesehen werden können (PVR). Es sind insgesamt sechs DVB-C-Tuner vorhanden, von denen vier für parallele Aufnahmen und zwei zum Fernsehen und für den schnellen Wechsel zwischen Programmen verwendet werden. Zusätzlich fungiert der Horizon HD Recorder als WLAN-Router, mit dem Endgeräte nach den Standards IEEE 802.11 a/b/g/n eine Verbindung zum Internet herstellen. Auch Telefonie ist mit dem Horizon HD Recorder möglich.
Der Horizon HD Receiver und HD Recorder überträgt Inhalte per HDMI oder SCART (nur SMT-C5400 & SMT G7400) an den Fernseher, außerdem sind Cinch- und S/PDIF-Anschlüsse vorhanden. Eine klassische Smartcard wird für den Empfang verschlüsselter Sender nicht benötigt, da Horizon mit sogenannten virtuellen Smartcards arbeitet. Die Fernbedienung für den Horizon HD Receiver und HD Recorder ist auf beiden Seiten belegt: Auf der Vorderseite befinden sich die üblichen Funktionstasten, zum Beispiel für das Menü. Die Rückseite enthält eine vollständige QWERTZ-Tastatur, welche die Eingabe von Texten erleichtert. Der Hersteller des Horizon HD Receivers (SMT C5400) und HD Recorders (SMT G7400) ist Samsung. Das Nachfolgemodell des HD Recorders (G7401) hat veränderte Anschlüsse so wurde u. a. auf einen Scart-Anschluss verzichtet, sowie andere Dimensionen als das Vorgängermodell. Das Samsung-Logo auf der Frontseite wurde ebenfalls entfernt. Inhaltlich hat sich nichts verändert. Der Vertrieb des Horizon HD Receivers wurde von Unitymedia im Herbst 2015 eingestellt.
Seit 2016 gibt es mit dem britischen Set-Top-Box-Hersteller Pace eine neue Version (DMC7002KLG) der Horizon Box. Diese wurde jedoch bei Unitymedia wegen technischer Probleme wieder aus dem Programm genommen.

### Horizon Extra Box
Zusätzlich zur Set-Top-Box wird in einigen Märkten eine Companion Box angeboten, welche es ermöglicht, die Inhalte der Hauptbox auf einem zweiten Fernseher wiederzugeben und deren Funktionalitäten (Aufnahmen, Pause Live TV) zu nutzen. Dies erspart eine weitere große Set-Top-Box für einen zweiten oder dritten Fernseher und stellt sicher, dass auf allen Fernsehern die gleichen Inhalte/Aufnahmen zur Verfügung stehen.

### Horizon Go

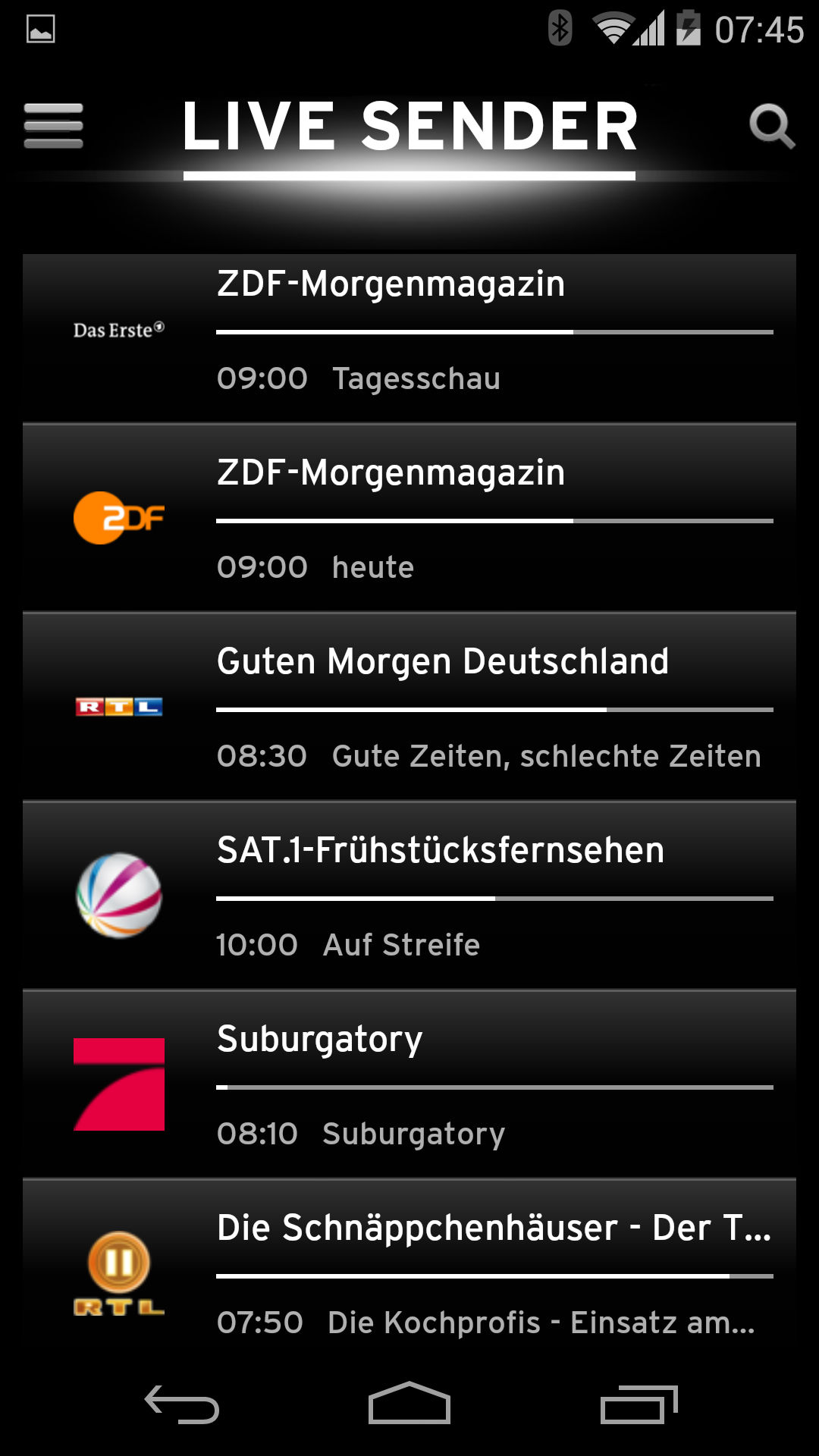
Horizon Go 2.1.2 unter Android

Bereits im Rahmen der Vorstellung von Horizon 2013 gab man bekannt, die Plattform solle den Abruf von Filmen und Serien sowie Fernsehen auch auf Smartphones, Tablets und im Browser gestatten. Die Funktion wurde erst als Horizon TV bezeichnet und war für Kunden aus Hessen und Nordrhein-Westfalen nutzbar, seit Januar 2014 auch für Anwender aus Baden-Württemberg. Zeitweise existierte neben Horizon TV eine weitere Mobile App namens Horizon TV Remote, die als Fernbedienung für den Horizon HD Recorder fungierte. Mitte 2014 wurde das Angebot in Deutschland und der Schweiz in Horizon Go umbenannt. man veröffentlichte überarbeitete Versionen der Anwendungen für iOS und Android. Horizon Go unterstützt Streaming über WLAN und Mobilfunknetze, insgesamt sind über 90 Fernsehsender enthalten. Davon können 13 Kanäle in Deutschland auch außerhalb des heimischen Netzwerks abgerufen werden. In der Videothek werden TV-Inhalte als Video-on-Demand bereitgestellt, außerdem gibt es in Horizon Go eine elektronische Programmzeitschrift. Ergänzend bot die Horizon-Plattform von 2015 bis 2021 zusätzlich Filme und Serien von Maxdome an.
Außerdem plante Unitymedia eine Zusammenarbeit mit Netflix über die Horizon-Plattform.

## Leistungen
Horizon kann grundsätzlich beim Kabelfernsehen mit Rückkanal genutzt werden, es fällt neben Kosten für den Horizon HD Recorder lediglich eine einmalige Gebühr für die Freischaltung der Plattform an. Bestandskunden können ihre bestehende Hardware austauschen. Unitymedia hatte im Rahmen der Einführung von Horizon neue Triple-Play-Tarife vorgestellt, die neben Fernsehen auch Flatrates für Internet und Telefonie beinhalten. Alle Kunden mit einem Kabel- und Internetanschluss können Horizon Go kostenlos im Kundenportal freischalten.
Durch die schlechte WLAN-Reichweite der Horizon hatte Unitymedia seit 2018 bei Neukunden die Internet- und Telefonfunktion eingestellt. So wird die Horizon nur noch als Set-Top-Box vertrieben.
UPC Schweiz bezeichnet seine Tarife für die Plattform als 2-in-1 Horizon beziehungsweise 3-in-1 Horizon, wobei jeweils mehrere Tarifstufen (Joy Duo, Cool Duo und Start Duo sowie Super Combi, Plus Combi und Start Combi) mit unterschiedlichen Leistungen vorhanden sind. In höheren Tarifen sind zum Beispiel mehr Fernsehsender und mehr Internet-Bandbreite enthalten. Dabei handelt es sich stets um Bündelangebote, die entweder Fernsehen und Internet (2-in-1) oder Fernsehen, Internet und Telefonie (3-in-1) kombinieren. In der Schweiz ist Horizon Go für alle Kunden mit einem Internetanschluss bei UPC Cablecom kostenlos verfügbar.

## Verbreitung
UPC Netherlands startete Horizon am 7. September 2012 in den Niederlanden. Innerhalb der ersten zwei Monate nach der Einführung entschieden sich über 50.000 Kunden für die Plattform. Im Geschäftsjahr 2013 verzeichnete Liberty Global insgesamt 500.000 Abonnenten für die Horizon-Plattform in Deutschland, den Niederlanden, Irland und der Schweiz. Bis zum Ende des zweiten Quartals 2014 entfielen auf Unitymedia etwa 135.000 und auf UPC Cablecom circa 85.000 Horizon-Kunden. Das Angebot Horizon Go, mit dem man unterwegs TV-Inhalte abrufen kann, wurde in Deutschland von 125.000 Kunden genutzt. Beobachter stuften Horizon daher als eines der Angebote ein, die maßgeblich zum Wachstum des Kabelnetzbetreibers beitragen würden. Bei Kabel BW startet Horizon am 3. November 2014, im selben Monat wird Horizon Go bei UPC Austria verfügbar.

## Kritik
Mit der Einführung von Horizon in der Schweiz sah sich UPC Cablecom dem Vorwurf ausgesetzt, einzelne Funktionen der Plattform wären nicht zum Marktstart verfügbar und würden nur schrittweise nachgereicht. Man nannte zum Beispiel die Mobile App für Android, Beobachter sprachen von einer „Salamitaktik“ des Unternehmens. Außerdem wurden Probleme des Horizon HD Recorders bei der Aufnahme von TV-Inhalten bekannt, auch das 5-GHz-Band für WLAN war zu Beginn nicht freigeschaltet und die USB-Anschlüsse auf der Rückseite deaktiviert. Nach Medienberichten stürzte die Set-Top-Box bei einigen Kunden mehrfach ab. UPC Cablecom reagierte auf die Probleme von Horizon mit mehreren Updates der Firmware, die zusätzlich die Menüführung verbesserten und die Auswahl der Apps vergrößerten. Die Updates wurden neben der Schweiz auch in anderen Ländern verteilt, außerdem verschickte man eine verbesserte Fernbedienung kostenlos an jeden Kunden.
Nach der Schweiz wurde auch in Deutschland Kritik an Horizon geäußert. So bemängelten Tester zum Beispiel, man könne Programme nicht manuell sortieren. Ferner erhielt die Anbindung von Sky größere Beachtung: Zunächst konnten Bestandskunden des Pay-TV-Senders das Angebot nicht über Horizon nutzen, jedoch wurde dieser Umstand bis Januar 2014 beseitigt. 2014 fielen die Testberichte des Horizon HD Recorders durchweg positiv aus. Im Oktober 2014 verteilte Unitymedia außerdem ein Update für die Firmware, mit der unter anderem das Favoritenmenü überarbeitet wurde. Problematisch ist auch die Tatsache, dass durch den vorhandenen Rückkanal der Netzbetreiber u. a. Sehgewohnheiten der Kunden über die Horizon nachvollziehen und Änderungen an den Einstellungen aus der Ferne an der Box vornehmen kann. Die Fernwartung kann unbemerkt durch den Netzbetreiber erfolgen.